# Asko Aalto
Asko Aalto (* 8. Oktober 1959) ist ein ehemaliger finnischer Skispringer und heutiger Skisprungfunktionär.

## Laufbahn
Aalto sprang von der Saison 1979/80 an im Weltcup. Am 2. März 1980 gab er sein Debüt beim Skifliegen in Vikersund und erreichte den 7. Platz. Zum zweiten und zugleich letzten Mal konnte er am 21. Februar 1981 punkten, als ihm in Thunder Bay ein 9. Platz von der Normalschanze gelang. Mit den dort erreichten sieben Weltcup-Punkten lag Aalto am Ende der Saison auf dem 64. Platz in der Weltcup-Gesamtwertung. Seinen letzten Weltcupwettbewerb bestritt der Finne am 3. März 1985 in Lahti.
Heute ist Aalto als Technischer Delegierter bei Springen im Rahmen von Weltcups der Nordischen Kombination tätig sowie als Sprungrichter bei Springen im Skisprung-Weltcup.

## Erfolge

### Weltcup-Platzierungen
| Saison  | Platz | Punkte |
| ------- | ----- | ------ |
| 1979/80 | 72.   | 09     |
| 1980/81 | 64.   | 07     |